# Pirgula stictogonia
Pirgula stictogonia är en fjärilsart som beskrevs av Collenette 1936. Pirgula stictogonia ingår i släktet Pirgula och familjen tofsspinnare. Inga underarter finns listade i Catalogue of Life.